# Mesodma
Mesodma — рід викопних ссавців вимерлого ряду багатогорбкозубих (Multituberculata). Існував у пізній крейді та впродовж палеоцену. Викопні рештки різних видів знайдені у США та Канаді.

## Види
- Mesodma ambigua — Вайомінг (США);
- Mesodma hensleighi — формація Гелл-Крік (США) та у Саскачевані (Канада);
- Mesodma formosa — формації Гелл-Крік і Френчмен (США та Канада). Цей вид, можливо, також відомий з Юти;
- Mesodma pygmaea — кар’єр Гідлі у штаті Монтана, а також Вайомінг та Альберта;
- Mesodma senecta
- Mesodma thompsoni — формація річки Сент-Мері, а також у штатах Монтана та Вайомінг.